# 宁夏职业技术大学
宁夏职业技术大学，加挂宁夏开放大学牌子，是中华人民共和国的一所公办自治区属职业高等学校，位于宁夏回族自治区银川市。

## 历史
1979年1月，宁夏广播电视大学成立。该校在教育部的备案名为宁夏回族自治区广播电视大学，简称宁夏电大。
2002年5月，宁夏职业技术学院成立。2004年7月，宁夏广播电视大学、宁夏重工业职工大学、宁夏职工科技学院、宁夏机械技工学校合并组建新的宁夏职业技术学院（宁夏广播电视大学）。2005年，宁夏农业学校并入。2015年，宁夏农垦职工中等专业学校、宁夏轻工业学校并入办学。2019年，宁夏人民武装学校并入办学。
2020年12月22日，根据《国家开放大学综合改革方案》和《宁夏回族自治区人民政府关于同意宁夏广播电视大学更名为宁夏开放大学的批复》，宁夏广播电视大学正式更名为宁夏开放大学。宁夏开放大学作为国家开放大学的宁夏区域中心，统一纳入国家开放大学办学体系，业务接受国家开放大学的指导和管理。

## 院系设置
宁夏职业技术学院（宁夏开放大学）设置下列院系（部）：
- 工业工程学院
- 商学院
- 软件学院
- 艺术设计学院
- 生命科技学院
- 健康管理与社会服务系
- 纺织与服装技术系
- 职业素养教学部（文体中心）
- 马克思主义学院
- 宁夏开放大学直属分校

### 直属中专学校
- 宁夏农业学校